# Distrito Regional de Powell River
O Distrito Regional de Powell River (enumerado como 23) é um dos 29 distritos regionais da Colúmbia Britânica, no oeste do Canadá. Inclui a cidade de Powell River e várias áreas não incorporadas. O distrito engloba uma área de terra de 5.092,06 quilômetros quadrados.
De acordo com o censo canadense de 2006, 19.599 pessoas moravam no distrito. A sede de seus escritórios está localizada na cidade de Powell River. O distrito é governado por um conselho de sete membros, que representa a municipalidade, juntamente com outros cinco membros que representam as áreas não incorporadas.